# NGC 1060
NGC 1060 is een elliptisch sterrenstelsel in het sterrenbeeld Driehoek. Het hemelobject werd op 12 september 1784 ontdekt door de Duits-Britse astronoom William Herschel.

## Synoniemen
- PGC 10302
- UGC 2191
- MCG 5-7-35
- ZWG 505.38